# Eupithecia gaumaria
Eupithecia gaumaria es una especie de polilla de la familia Geometridae. La especie fue descrita por primera vez por William Warren habiendo sido descrita en 1906, con distribución en Brasil. El sintipo de la especie fue descrita en los alrededores de São Paulo. Esta especie tiene un gran parecido con la Eupithecia vulgata.

## Descripción
Las alas anteriores son de color gris parduzco pálido. Cuenta con líneas transversales de un gris más oscuro que alternan con líneas más pálidas en la mitad exterior de la fascia central. Tiene una banda pálida donde se forman puntos blancos alternados con negros en las venas. La línea submarginal es ondulada y pálida con rayas negras marginales entre las venas. Cuenta con una mancha discal negra. Las alas posteriores tienen detalles similares a las anteriores con marcas pálidas y oscuras más grandes, parcialmente sagitadas.: 480 
El costado inferior de las alas es gris, con las líneas externas y puntos alternados muy distintos. La cabeza, tórax y abdomen son moteados como se ven en las alas.